# Johannes Granholm Christensen
Johannes Laurs Christensen (Granholm) (14. februar 1889 på Frederiksberg – 23. april 1957, Hillerød) var en dansk atlet, ingeniør, direktør og Nimbus-forhandler i Helsingør. 
Granholm Christensen var medlem af Københavns FF (senere Københavns IF). Han deltog i maratonløbet ved OL 1912 i Stockholm hvor han blev nummer 29. 
Han vandt fire danske mesterskaber på marathon og satte syv danske rekorder; 1 time, 20 km og fem gange på maraton.
Granholm Christensen blev 1910 nummer tre i den internationale maraton i Frankfurt am Main og vandt 1912 det tyske maraton mesterskab og Helsingborgs internationale marathon. Blev 1913 nummer tre ved "Sporting Life"s Marathon i London.
Bedste maratontid 2,33,34 (for 40,2 km) det var dansk rekord i otte år.

## Danske mesterskaber
- Guld 1910 Maraton* 2,49,03
- Guld 1911 Maraton* 3,01,58
- Guld 1912 Maraton* 2,46,36
- Guld 1914 Maraton* 2,46,30
- Sølv 1916 Maraton* 2,46,30 *40 km